# Giovanni Albisetti
Giovanni Albisetti (* 15. Mai 1937 in Agra TI; † 15. Januar 2020 in Lugano) war ein Schweizer Radrennfahrer.

## Sportliche Laufbahn
Albisetti war im Strassenradsport aktiv. 1961 gewann er das Amateurrennen der Meisterschaft von Zürich.
Von 1962 bis 1964 startete er als Berufsfahrer. 1962 wurde er Zweiter im Rennen München–Zürich hinter Nino Defilippis. Auch in der nationalen Meisterschaft im Strassenrennen wurde er Zweiter. In der Tour de Suisse 1962 kam er auf den 39. Rang.
Im Rennen der UCI-Strassen-Weltmeisterschaften 1962 schied er aus. 1961 war er bei den Amateuren auf dem 36. Platz klassiert worden.